# Kanton Wittenheim
Kanton Wittenheim (fr. Canton de Wittenheim) je francouzský kanton v departementu Haut-Rhin v regionu Grand Est. Tvoří ho devět obcí. Před reformou kantonů 2014 ho tvořilo šest obcí.

## Obce kantonu
od roku 2015:
- Berrwiller
- Bollwiller
- Feldkirch
- Pulversheim
- Ruelisheim
- Staffelfelden
- Ungersheim
- Wittelsheim
- Wittenheim

před rokem 2015:
- Kingersheim
- Lutterbach
- Pfastatt
- Reiningue
- Richwiller
- Wittenheim